# Edgardo Garcés
Edgardo Raúl Garcés Barría (Purranque, Chile, 24 de diciembre de 1963) es un exfutbolista chileno. Jugaba de delantero.

## Trayectoria
Oriundo de Purranque, comenzó a jugar al fútbol de forma amateur en Dos Álamos de Purranque en los años 1982 a 1983, para el año siguiente jugar en Arauco de Osorno. En 1985 tuvo conversaciones con Provincial Osorno, sin embargo firmó con Malleco Unido de la Primera B. Con el equipo angolino se coronó como campeón del Clausura de la Segunda División de 1985-86, tras derrotar en la final a Provincial Osorno.
En 1987 firmó por Naval de la Primera División, donde estuvo hasta el primer semestre del siguiente año. El segundo semestre jugó por Lota Schwager, regresando a Naval para jugar la Copa Coca-Cola DIGEDER 1989. Luego de la Copa, firmó por Universidad de Chile que se encontraba en la Primera B. Tras una estadía de 3 meses donde no vio minutos, pasó a Unión San Felipe de la Primera División. En 1990 defendió la casaquilla de Deportes Valdivia de Primera B, terminando en dicha campaña descendiendo a la Tercera División y los jugadores con los sueldos impagos.
Para 1991 pasó a Deportes Puerto Montt, donde con sus goles logró aportar al cuarto lugar del equipo dirigido por Francisco Valdés en la liguilla del ascenso de la Primera B de 1991, clasificando a la Liguilla de Promoción de dicha temporada, no logrando ascender a la primera división.Para la temporada siguiente fichó por Provincial Osorno, en donde aportó con 23 goles a la campaña del equipo osornino dirigido por Jorge Garcés que se coronó como campeón de la categoría.
Entre 1993 y 1994 jugó para Palestino en la Primera División;mientras que el segundo semestre de 1994 defendió a Santiago Wanderers en la Primera B.Para la temporada siguiente, regresó a Malleco Unido, iniciando el segundo semestre su segundo paso por Deportes Puerto Montt. En el equipo portomontino marcó uno de los goles de la victoria por 3-1 ante Ñublense en partido válido por el campeonato de Primera B 1996 que significó el primer ascenso del equipo a la Primera división chilena.
En 1997 vivió su última temporada como jugador profesional, defendiendo los colores de Santiago Morning en la Primera B.

## Clubes
| Club                  | País  | Año       |
| --------------------- | ----- | --------- |
| Malleco Unido         | Chile | 1985-1986 |
| Naval                 | Chile | 1987-1988 |
| Lota Schwager         | Chile | 1988      |
| Naval                 | Chile | 1989      |
| Universidad de Chile  | Chile | 1989      |
| Unión San Felipe      | Chile | 1989      |
| Deportes Valdivia     | Chile | 1990      |
| Deportes Puerto Montt | Chile | 1991      |
| Provincial Osorno     | Chile | 1992      |
| Palestino             | Chile | 1993-1994 |
| Santiago Wanderers    | Chile | 1994      |
| Malleco Unido         | Chile | 1995      |
| Deportes Puerto Montt | Chile | 1995-1996 |
| Santiago Morning      | Chile | 1997      |

## Palmarés

### Campeonatos nacionales
| Título                                        | Club              | País  | Año     |
| --------------------------------------------- | ----------------- | ----- | ------- |
| Campeonato de Clausura de la Segunda División | Malleco Unido     | Chile | 1985-86 |
| Primera B                                     | Provincial Osorno | Chile | 1992    |

### Distinciones individuales
| Distinción                                          | Año  |
| --------------------------------------------------- | ---- |
| Máximo goleador de la Primera B de Chile (23 goles) | 1992 |